# 줄리 페인
줄리 페인(영어: Julie Payne, 1940년 7월 10일 ~ 2019년 6월 7일)은 미국의 배우이다.

## 출연 작품

### 방송
- 비버리힐즈의 아이들
- 심술 고양이 가필드
- 케빈은 열두살
- 덕 패밀리

### 영화
- 크루얼 벗 네시서리 (2005년)
- 아메리칸 파이 3 - 아메리칸 웨딩 (2003년)
- 다저스 몽키 (1994년)
- 글렌게리 글렌 로스 (1992년)
- 미져리 (1990년)
- 비버리힐즈의 아이들 (1990년)
- 크래쉬 코스 (1988년)
- 케빈은 12살 (1988년)
- 가필드 크리스마스 스페셜 (1987년)
- 위기의 암호명 (1986년)
- 팜스프링스의 청춘 (1985년)
- 이것이 스파이널 탭이다 (1984년)
- 덕 패밀리 (1984년)
- 프라이빗 스쿨 (1983년)
- 퍼스트 패밀리(영어판) (1980년)
- 리얼 라이프 (1979년)
- 샌프란시스코 수사반 (1972년)
- 걸 해피 (1965년)
- 맨츄리안 켄디데이트 (1962년)